# Sabethes forattinii
Sabethes forattinii är en tvåvingeart som beskrevs av Nelson Leander Cerqueira 1961. Sabethes forattinii ingår i släktet Sabethes och familjen stickmyggor. Inga underarter finns listade i Catalogue of Life.